# ギンレブラジルアマガエル
ギンレブラジルアマガエル（Aplastodiscus leucopygius）はブラジル南東部の大西洋岸森林地域に生息するアマガエル科に分類されるカエルの一種である。

## 形態
体長は3.8〜4.7センチメートル程。メスの方が大型で、通常オスは3.8〜4.3センチメートル程である。ずんぐりとした体つきで、鼻先にかけ丸みを帯びており、眼はニホンアマガエルと比較すると大きい。前足に4本、後ろ足に5本の指があり、四肢の先には大きな吸盤を持つ。また後脚のかかとには白い円錐状の突起がある。体色は腹部が青みがかった緑色で、背中は明るい緑色をしているがこれは主に筋肉と骨の色で、背中の皮膚に色素はもたない。下唇は白色で眼の虹彩はオレンジ色がかった金色。

## 生態
ギンレブラジルアマガエルの成体は通常、多雨林の中の樹上でくらす。
オスは他のカエルに比べ様々な鳴き声を使い、「ピィッ」という広告音の他に、メスへの求愛に使う求愛音や、ほかのオスとの喧嘩のときに使う侵略音等がある。
オスのカエルは3〜10月の雨季の間に鳴くが、繁殖行動は通常12〜2月に行われる。オスは木の高いところへ上りメスのカエルへ求愛行動を行う。つがいとなるメスを得るとオスはぬかるんだ泥を掘り、水が貯まる地下室を作り、メスは産卵前に行われる求愛行動中に地下室を点検する。地下室で孵化したオタマジャクシは、その後の雨に流され渓流で育つ。